# Fagopyrine
Fagopyrine is een roodfluorescerend pigment dat voornamelijk voorkomt in boekweit - botanische naam fagopyrum, vandaar de stofnaam - samen met analoge stoffen zoals protofagopyrine. In boekweitmeel komt echter maar heel weinig fagopyrine voor en zal meestal geen problemen veroorzaken. Na het eten van vooral plantendelen, zoals jonge spruiten, worden de fagopyrines via de bloedbaan naar de huidcapillairen gebracht, waar zij door zonlicht met een golflengte tussen 540-610 nm geactiveerd worden en een zware fotodermatitis kunnen veroorzaken.
Fagopyrine heeft een gedimeriseerde antrachinonstructuur, verwant aan hypericine.